# Географія Пуерто-Рико
Пуерто-Рико — північноамериканська країна, що знаходиться в групі Великих Антильських островів Карибського регіону . Загальна площа країни 13 790 км² (163-тє місце у світі), з яких на суходіл припадає 8 870 км², а на поверхню внутрішніх вод — 4 921 км². Головний острів Пуерто-Рико — найменший і найсхідніший з Великих Антильських островів, третій за величиною острів Сполучених Штатів та 82-й з найбільших островів світу. 

## Назва
Офіційна назва — Союз Пуерто-Рико, Пуерто-Рико (англ. Commonwealth of Puerto Rico, Puerto Rico). Назва країни походить від назви однойменного острова. Спочатку Христофор Колумб, що відкрив острів 1493 року, назвав його Сан-Хуан-Баутіста на честь святого Іоанна Хрестителя. Місцеві індіанці називали свій острів Борінкен. Іспанська влада заснувала на північному узбережжі острова головний порт, місто Сьюдад-Пуерто-Рико (ісп. Cuidad de Puerto Rico), що перекладається як Багате портове місто. З невідомих причин острів і місто обмінялися назвами після 1520-х років.

## Географічне положення
Пуерто-Рико — північноамериканська острівна країна, що не має сухопутного державного кордону. Пуерто-Рико на півдні омивається водами Карибського моря, на півночі — безпосередньо водами Атлантичного океану. На заході відділяється водами протоки Мона від Домініканської Республіки на острові Гаїті; на сході, водами Віргінської протоки інша американська заморська територія, Віргінські Острови, відділена від Іспанських Віргінських островів, що належать Пуерто-Рико. Загальна довжина морського узбережжя 501 км.

Морські кордони країн Карибського регіону
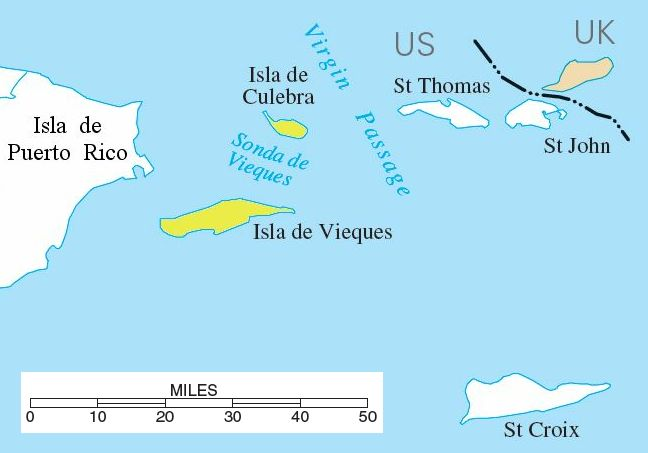
Віргінські острови, що належать Пуерто-Рико, позначені жовтим

Згідно з Конвенцією Організації Об'єднаних Націй з морського права (UNCLOS) 1982 року, протяжність територіальних вод країни встановлено в 12 морських миль (22,2 км). Виключна економічна зона встановлена на відстань 200 морських миль (370,4 км) від узбережжя.

### Час
Час у Пуерто-Рико: UTC-4 (-6 годин різниці часу з Києвом).

## Геологія
Пуерто-Рико складається з вулканічних та плутонічних порід від крейдового періоду до еоцену, які перекриті молодшим від олігоцену до останніх карбонатів та інших осадових гірських порід. Більша частина печер та рельєфу карсту на острові були утворені в період від північного олігоцену до останніх карбонатів. Найстаріші породи віком приблизно 190 мільйонів років (юрський період) розташовані у хребті Сьєрра-Бермеджа в південно-західній частині острова. Ці породи можуть являти собою частину океанічної кори, і, як вважають, вони надходять з Тихого океану. Пуерто-Рико лежить на межі між карибською та північноамериканською тектонічними плитами. Це означає, що острів в даний час деформується тектонічними зсувами, викликаними взаємодією цих плит. Ці зсуви можуть спричинити землетруси та цунамі. Ці сейсмічні стреси, разом із зсувами ґрунту, являють собою деякі найнебезпечніші геологічні процеси на острові та північному сході Карибського басейну. Останній великий землетрус стався 11 жовтня 1918 року, при цьому сейсмічний поштовх оцінювався магнітудою в 7,5 балів. Він виник біля берегів Агуадільї і супроводжувався цунамі.

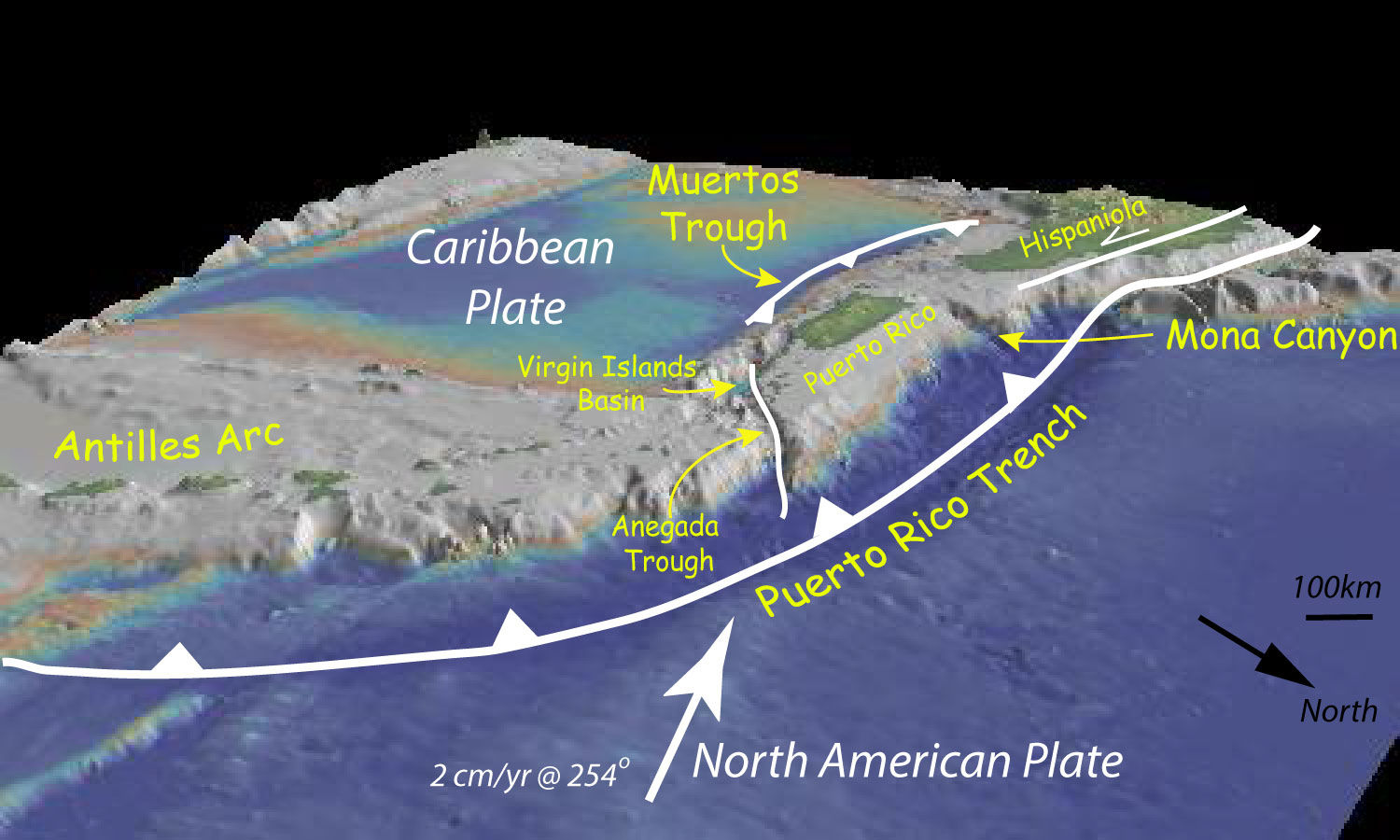
Північно-східний край Карибської плити
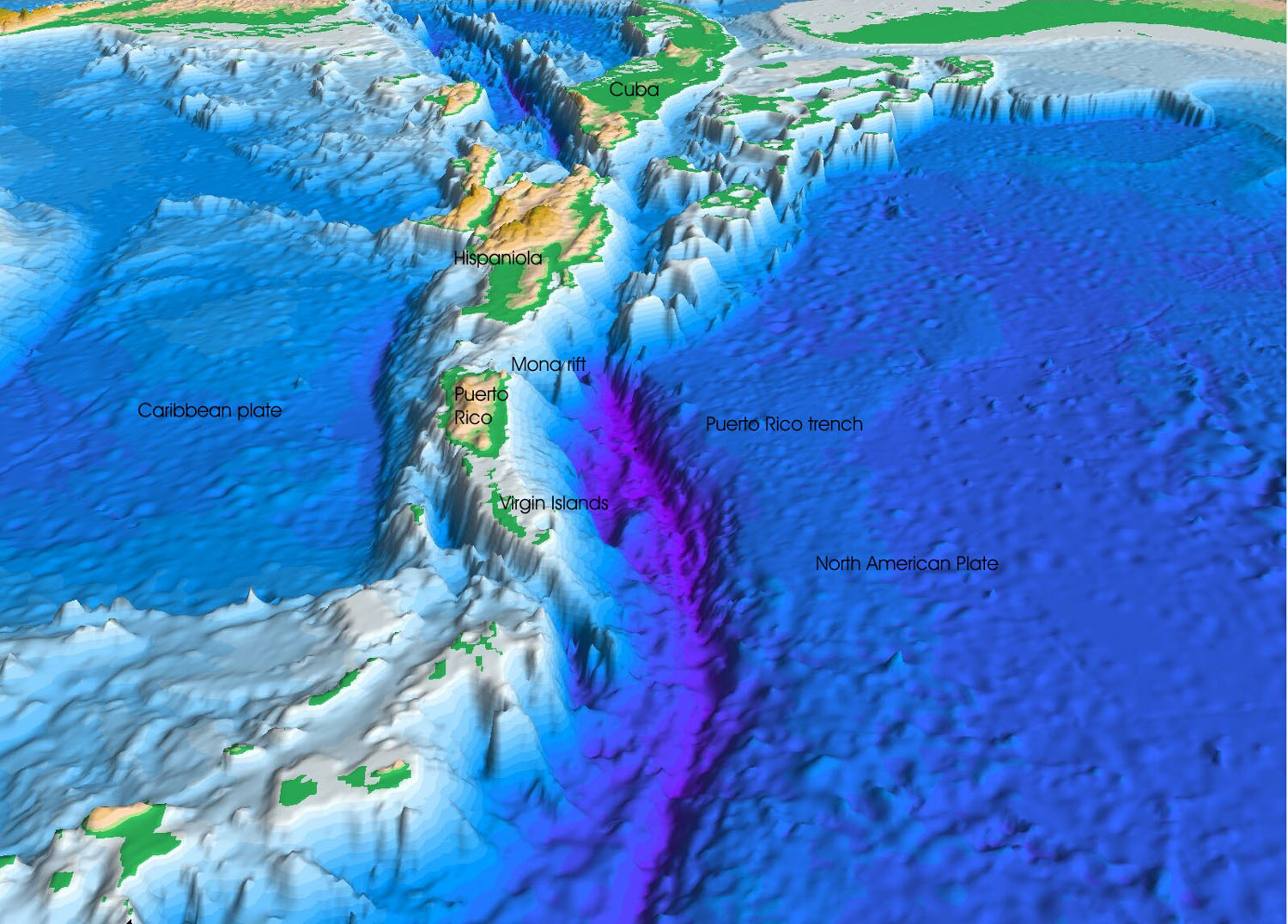
Пуерториканський жолоб
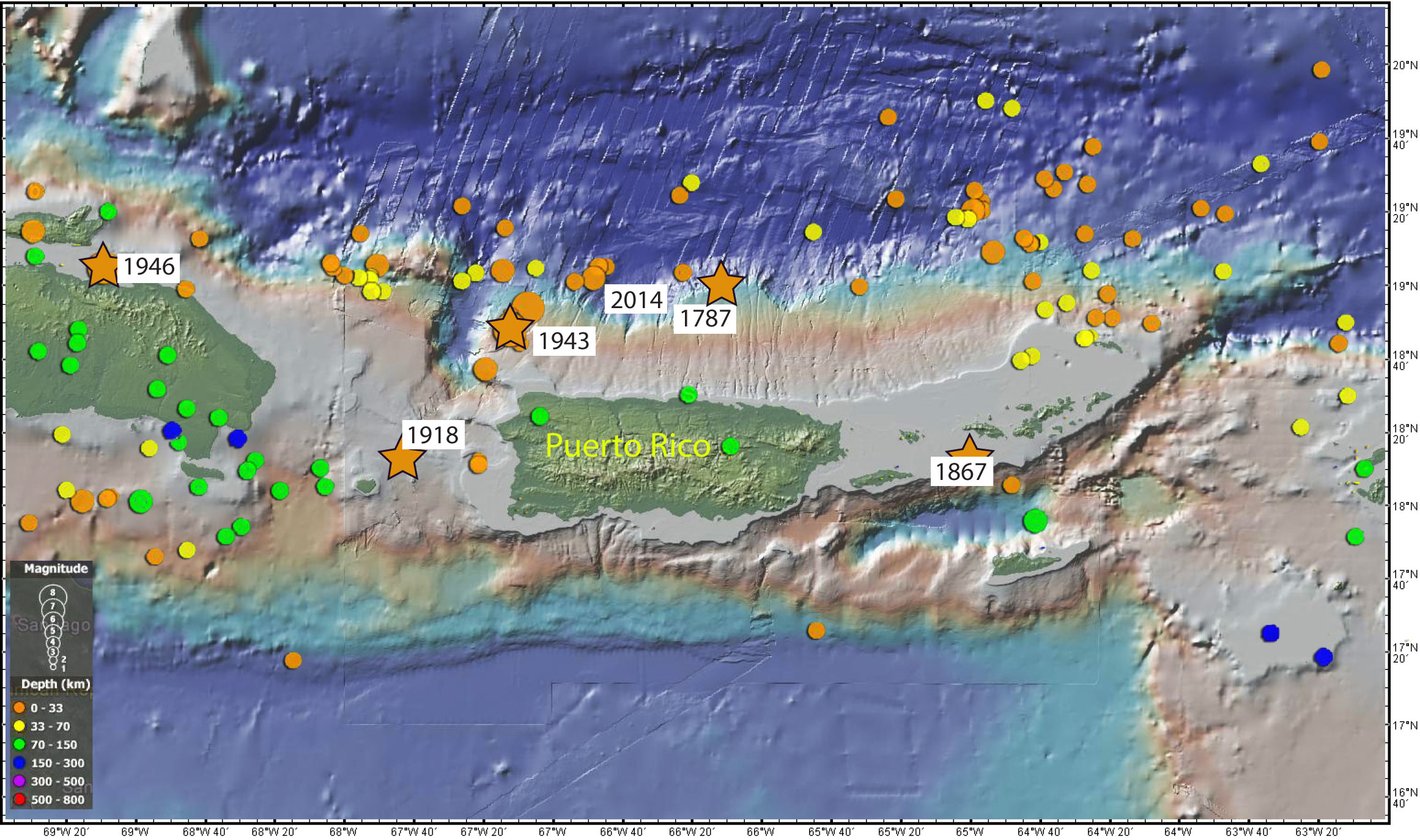
Епіцентри землетрусів за останні 100 років
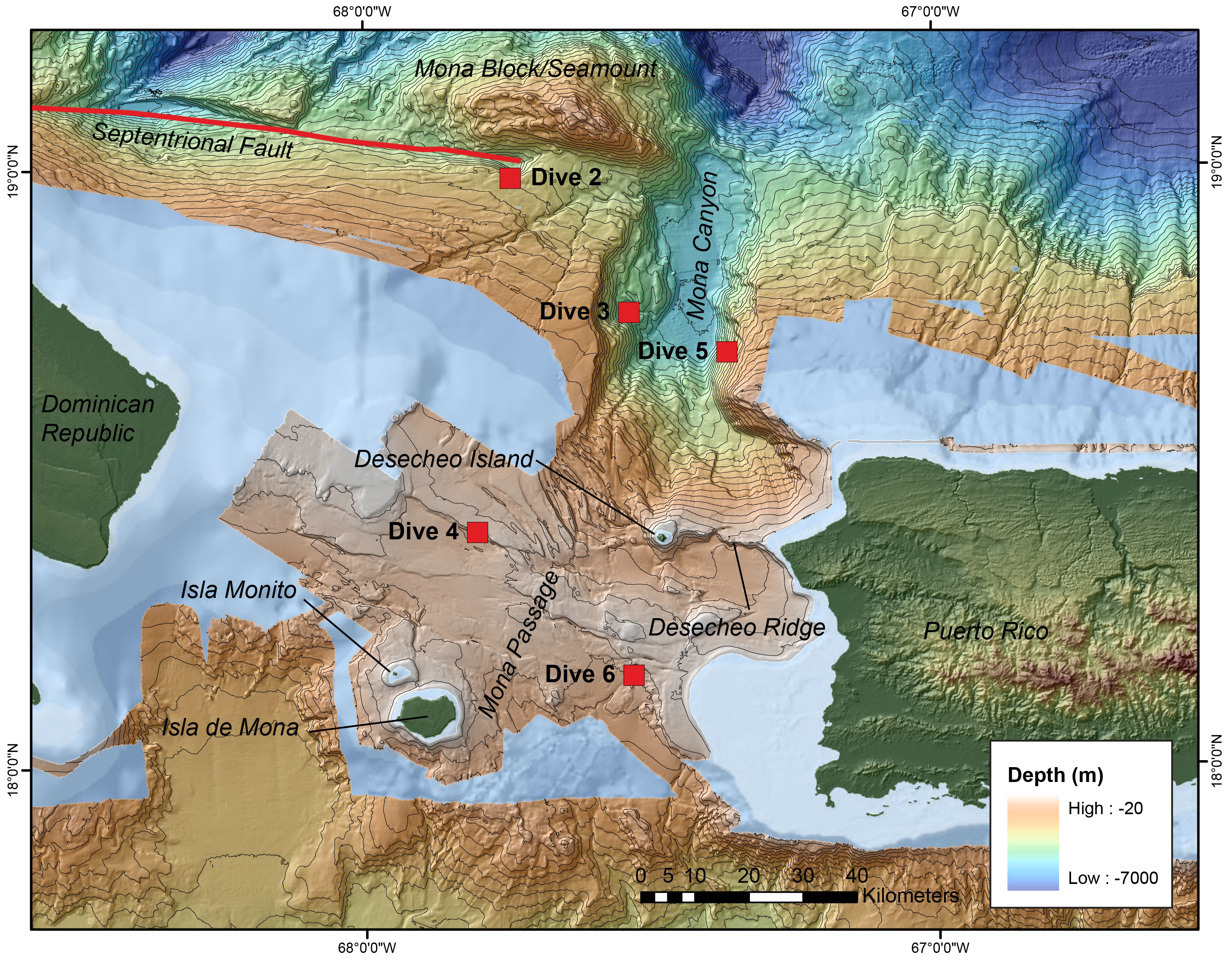
Батиметрія протоки Мона

Близько 120 км на північ від Пуерто-Рико в Атлантичному океані на кордоні між карибською та північноамериканською плитами лежить Пуерто-Риканський жолоб, найбільший і найглибший жолоб в Атлантиці. Жолоб завдовжки 1754 км і шириною близько 97 км. У самому глибокому місці, що називається Депресія Мілвокі, глибинна сягає 8380 м.

### Корисні копалини
Надра Пуерто-Рико багаті на ряд корисних копалин: мідь, нікель, нафту.

## Рельєф
Середні висоти — 261 м; найнижча точка — рівень вод Карибського моря (0 м); найвища точка — гора Сьєрро-де-Пунта (1338 м), 154-те місце у світі серед країн за найвищими точками. Рельєф Пуерто-Рико — переважно гірський, з великими прибережними районами на півночі та півдні. Головний гірський хребет називається Кордильєра-Сентраль (Центральний хребет). Пік Ель-Юнке, один з найвищих у Сьєрра-де-Лукільйо в Національному лісі Ель-Юнке з висотою 1065 м.

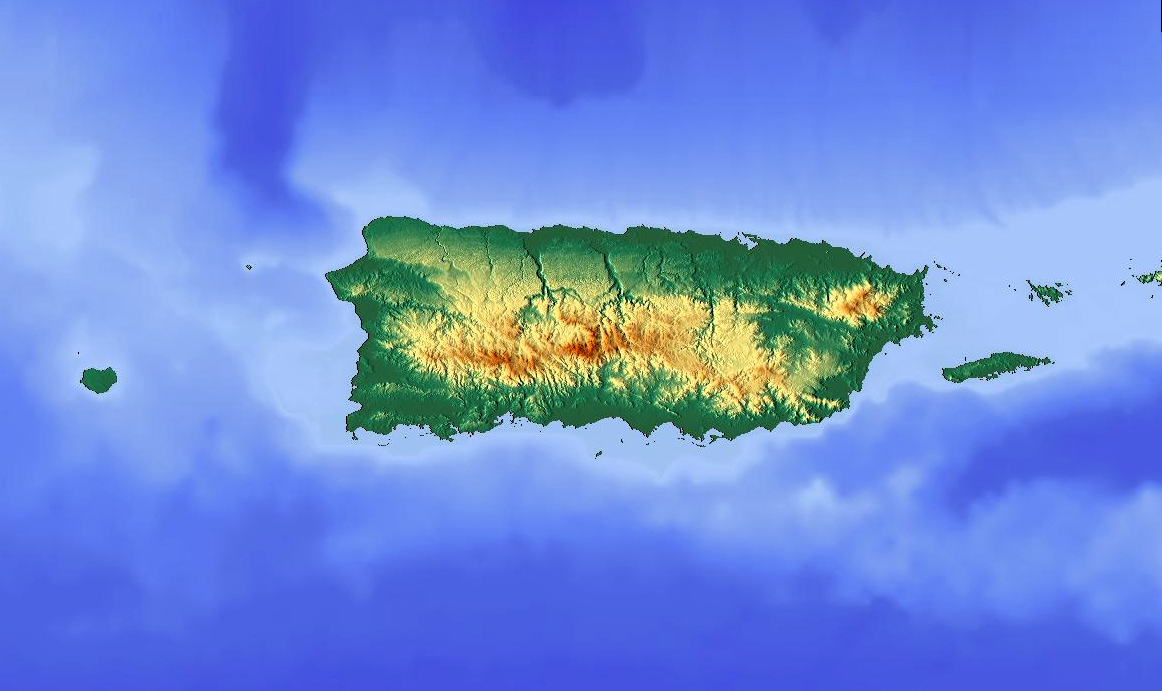
Рельєф Пуерто-Рико
Топографічна карта Пуерто-Рико, 1952 рік
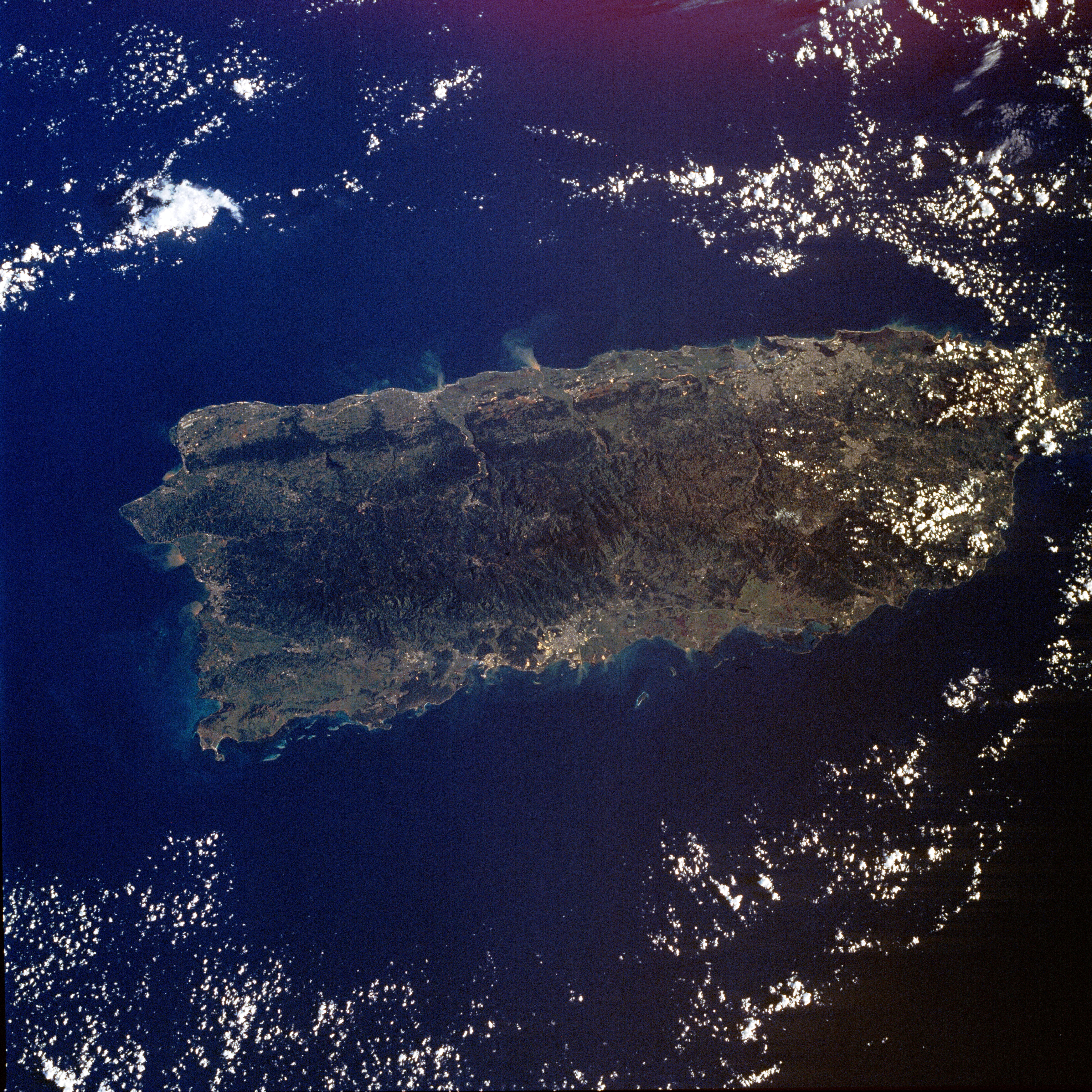
Супутниковий знімок поверхні країни
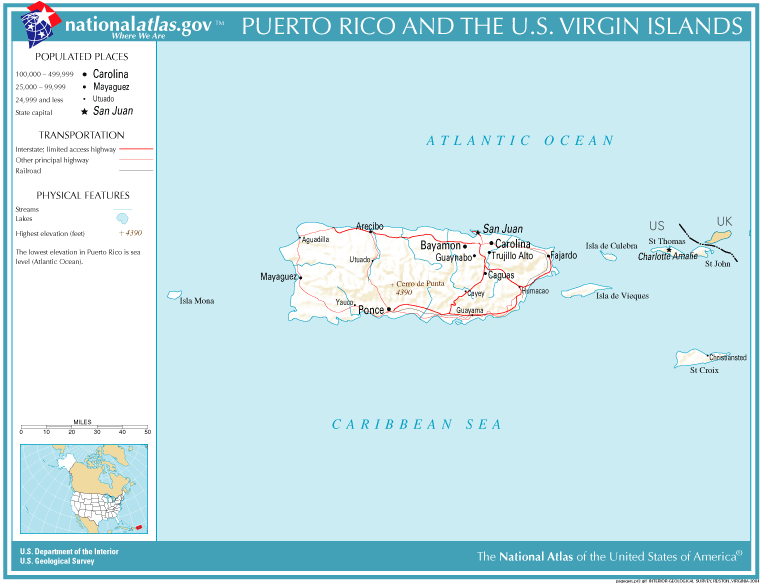
Карта країни (англ.)

Топографія головного острова поділяється на три основних регіони: 
- гірський регіон, що включає Центральну Кордильєру (Кордильєра-Сентраль), Сьєрра-де-Лукільйо, Сьєрра-де-Кайє та Сьєрра-Бермеджа;
- прибережні рівнини;
- північну карстову область.

Центральна Кордильєра простягається через весь острів, розділяючи його на північний і південний регіони. Гірський регіон становить приблизно 60 % території.

### Узбережжя

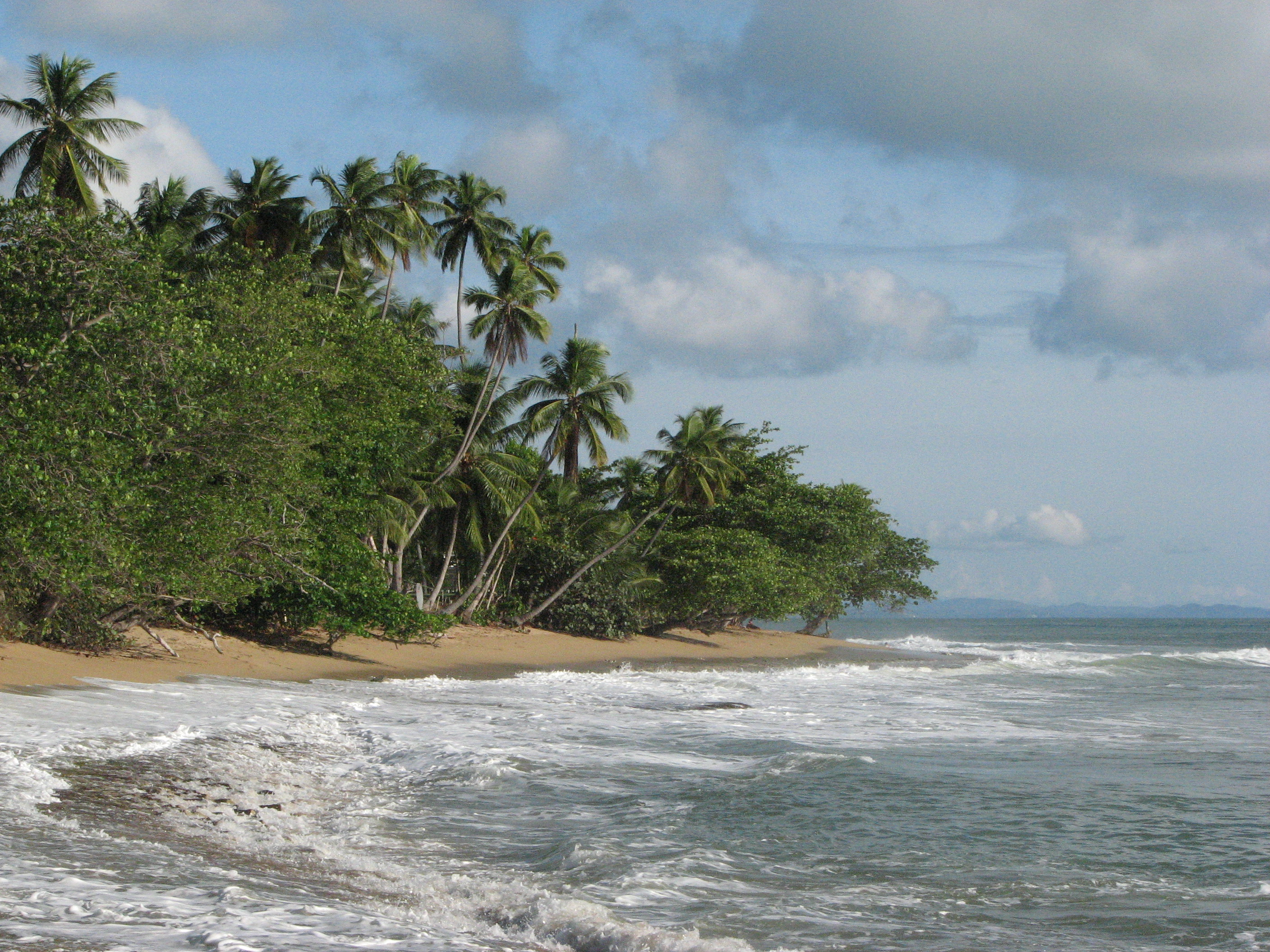
Пляж в Рінконі
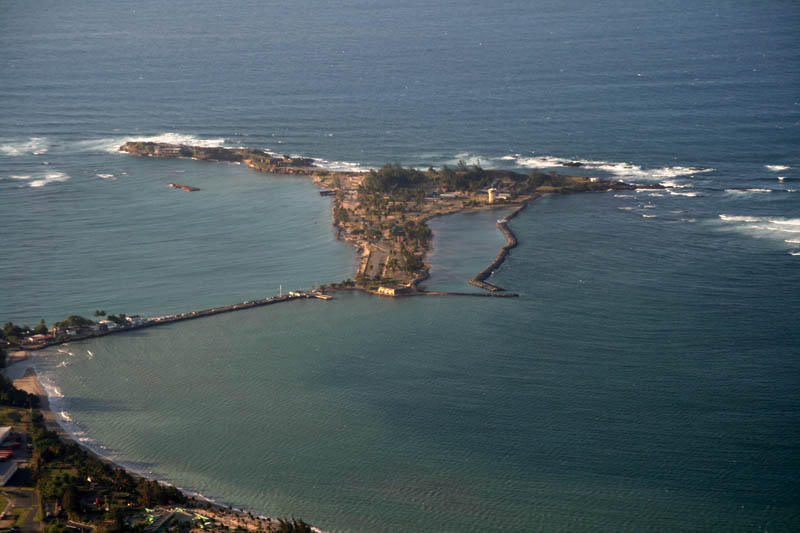
Острів Ісла-де-Кабрас
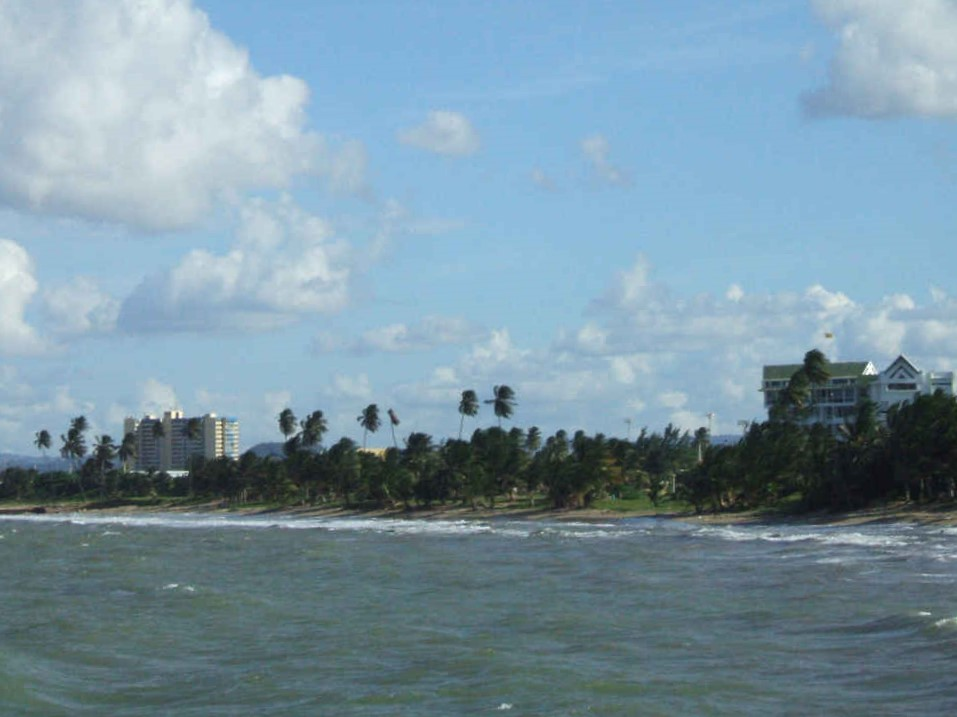
Узбережжя в місті Левіттавн
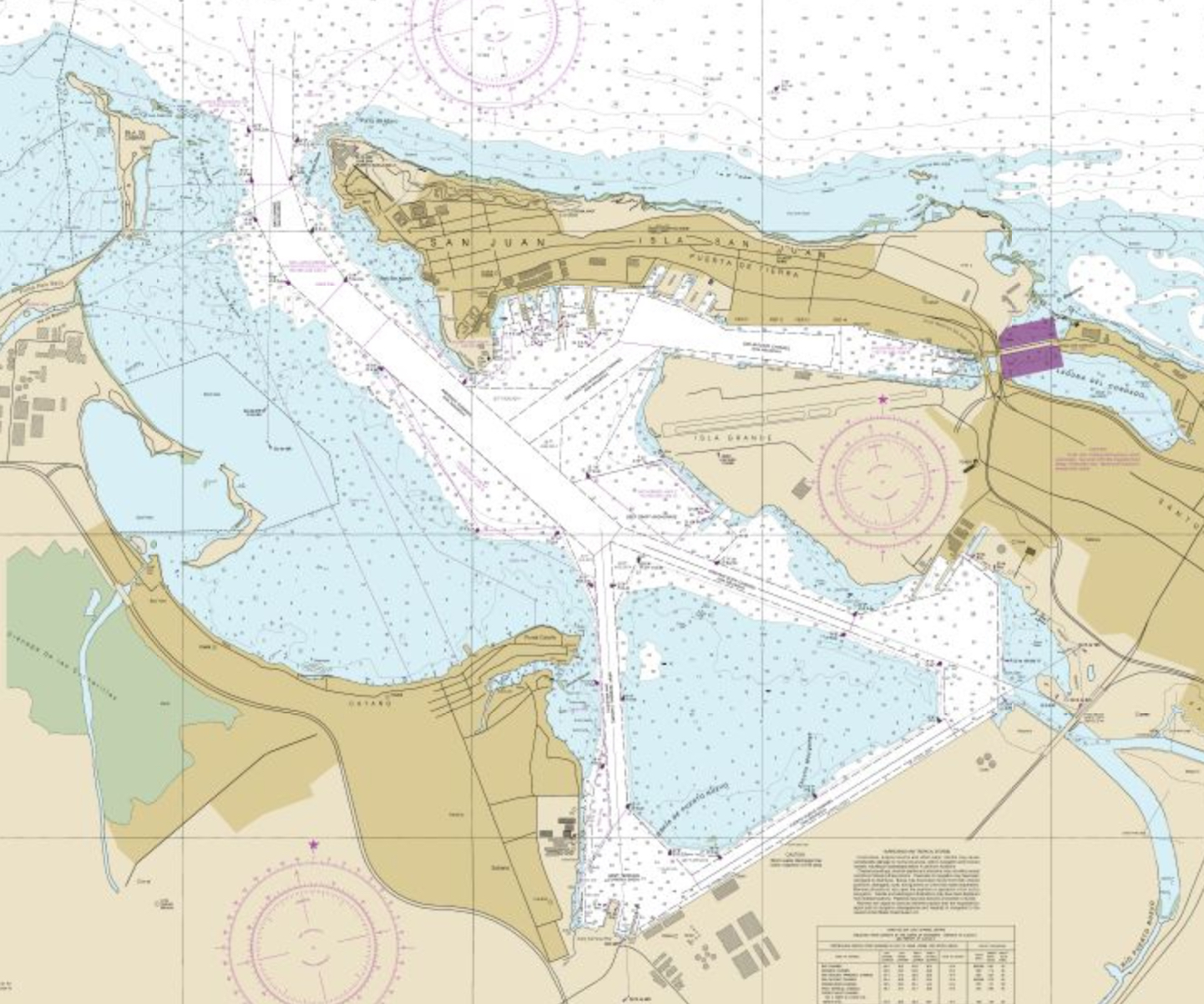
Навігаційна карта затоки Сан-Хуан

### Острови
Група островів Кулебра, розташована на схід від Пуерто-Рико, на північ від острова В'єкес і на захід від Віргінських островів, складається з головного острова Кулебра і 28 дрібних, незаселених острівців. Рельєф островів в основному гірський, острів Кулебра славиться відомими пляжами. Зі всіх островів лише острови Пуерто-Рико, Кулебра та В'єкес мають постійне населення протягом всього року. На острові Мона населення відсутнє протягом більшої частини року, за винятком співробітників Департаменту природних ресурсів Пуерто-Рико.

## Клімат
Територія Пуерто-Рико лежить у тропічному кліматичному поясі. Увесь рік панують тропічні повітряні маси. Сезонний хід температури повітря чітко відстежується. Переважають східні пасатні вітри, достатнє зволоження (на підвітряних схилах відчувається значний дефіцит вологи). У теплий сезон з морів та океанів часто надходять тропічні циклони. 
Розташований у тропіках, Пуерто-Рико протягом року має середньорічну температурою 27 °C. Клімат протягом сезону різко не міняється. Температура на півдні, як правило, на кілька градусів вище північної, а температура в центральних внутрішніх горах завжди прохолодніша, ніж на решті території острова. Найвищий рівень температури був у місті Сан-Герман (Пуерто-Рико) — 41 °C, а мінімальна була відзначена на рівні — 4 °C в Айбоніто. Сухий сезон охоплює період з листопада по травень, а вологий сезон збігається з сезоном атлантичного урагану з червня по листопад.

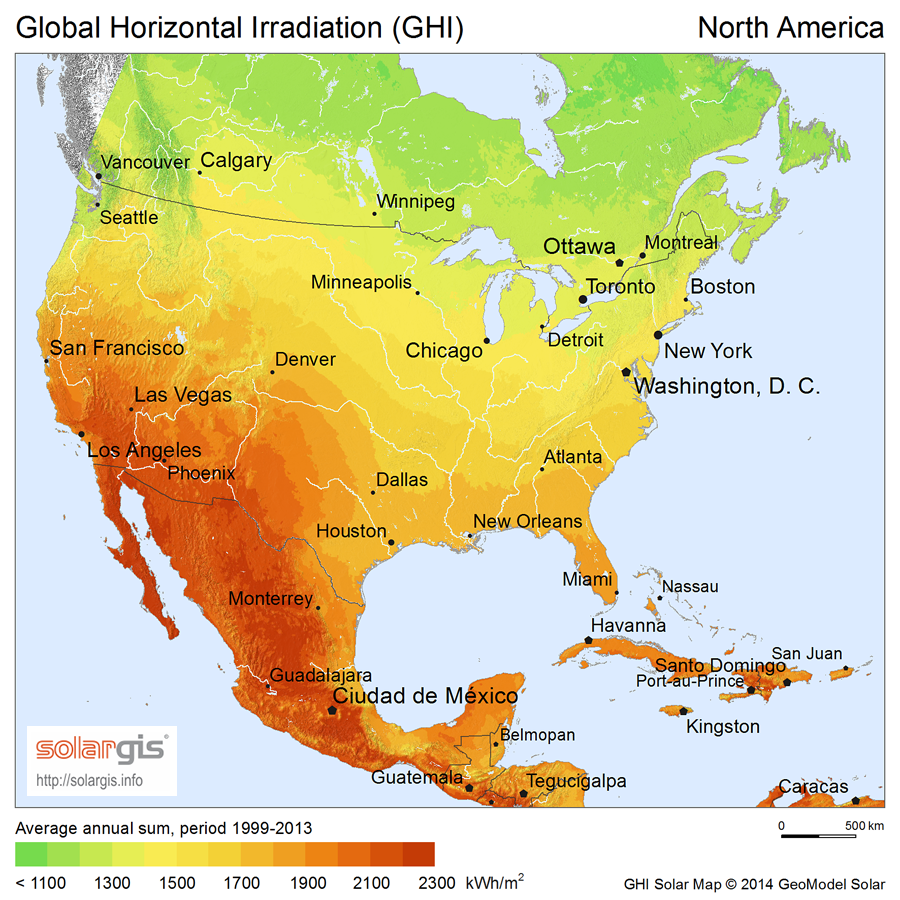
Сонячна радіація (англ.)
Кліматична карта Пуерто-Рико (за Кеппеном)
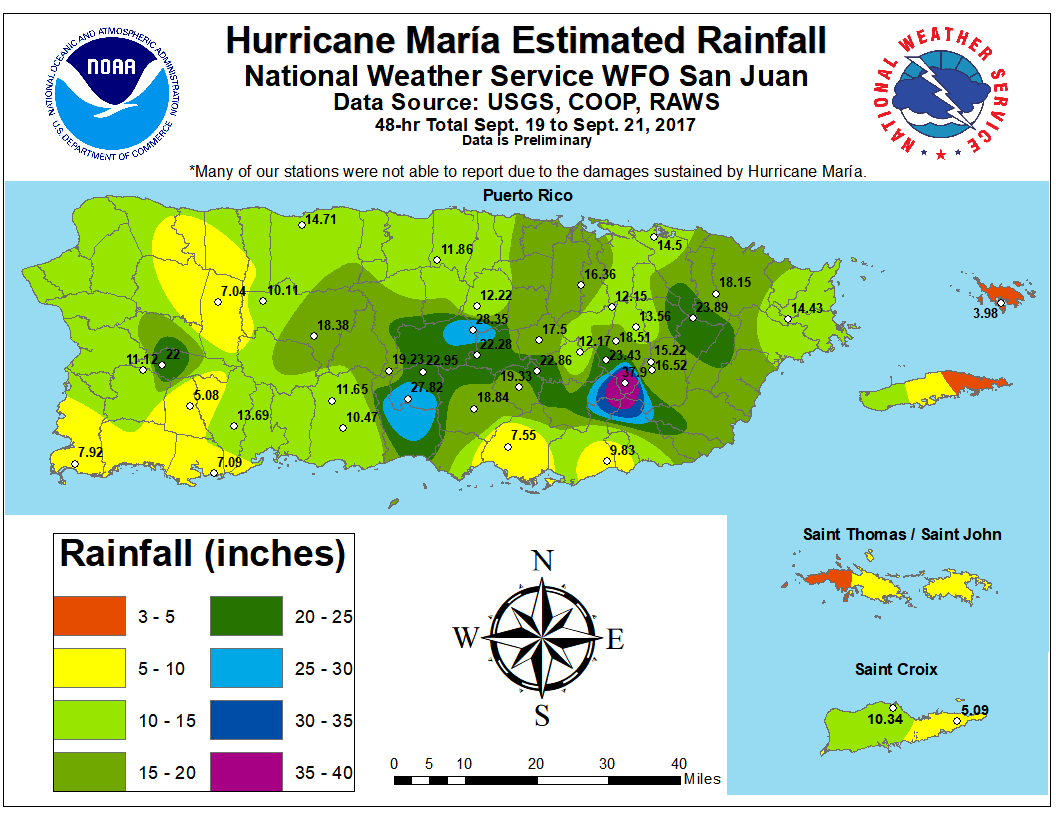
Карта розподілу атмосферних опадів

| Клімат аеропорту м. Сан-Хуан, Пуерто-Рико (середнє значення за 1981-2010 роки) | Клімат аеропорту м. Сан-Хуан, Пуерто-Рико (середнє значення за 1981-2010 роки) | Клімат аеропорту м. Сан-Хуан, Пуерто-Рико (середнє значення за 1981-2010 роки) | Клімат аеропорту м. Сан-Хуан, Пуерто-Рико (середнє значення за 1981-2010 роки) | Клімат аеропорту м. Сан-Хуан, Пуерто-Рико (середнє значення за 1981-2010 роки) | Клімат аеропорту м. Сан-Хуан, Пуерто-Рико (середнє значення за 1981-2010 роки) | Клімат аеропорту м. Сан-Хуан, Пуерто-Рико (середнє значення за 1981-2010 роки) | Клімат аеропорту м. Сан-Хуан, Пуерто-Рико (середнє значення за 1981-2010 роки) | Клімат аеропорту м. Сан-Хуан, Пуерто-Рико (середнє значення за 1981-2010 роки) | Клімат аеропорту м. Сан-Хуан, Пуерто-Рико (середнє значення за 1981-2010 роки) | Клімат аеропорту м. Сан-Хуан, Пуерто-Рико (середнє значення за 1981-2010 роки) | Клімат аеропорту м. Сан-Хуан, Пуерто-Рико (середнє значення за 1981-2010 роки) | Клімат аеропорту м. Сан-Хуан, Пуерто-Рико (середнє значення за 1981-2010 роки) | Клімат аеропорту м. Сан-Хуан, Пуерто-Рико (середнє значення за 1981-2010 роки) |
| Показник                                                                       | Січ.                                                                           | Лют.                                                                           | Бер.                                                                           | Квіт.                                                                          | Трав.                                                                          | Черв.                                                                          | Лип.                                                                           | Серп.                                                                          | Вер.                                                                           | Жовт.                                                                          | Лист.                                                                          | Груд.                                                                          | Рік                                                                            |
| Абсолютний максимум, °C                                                        | 33                                                                             | 36                                                                             | 36                                                                             | 36                                                                             | 36                                                                             | 36                                                                             | 35                                                                             | 36                                                                             | 36                                                                             | 37                                                                             | 36                                                                             | 34                                                                             | 37                                                                             |
| Середній максимум, °C                                                          | 30,8                                                                           | 31,2                                                                           | 32,3                                                                           | 33,2                                                                           | 33,7                                                                           | 33,8                                                                           | 33,5                                                                           | 33,7                                                                           | 34,2                                                                           | 33,8                                                                           | 32,4                                                                           | 30,9                                                                           | 34,8                                                                           |
| Середня температура, °C                                                        | 25,3                                                                           | 25,5                                                                           | 26,1                                                                           | 26,8                                                                           | 27,7                                                                           | 28,5                                                                           | 28,6                                                                           | 28,7                                                                           | 28,6                                                                           | 28,1                                                                           | 27,0                                                                           | 25,9                                                                           | 27,23                                                                          |
| Середній мінімум, °C                                                           | 19,5                                                                           | 19,9                                                                           | 20,3                                                                           | 21,1                                                                           | 22,1                                                                           | 23,1                                                                           | 23,1                                                                           | 23,3                                                                           | 23,2                                                                           | 22,8                                                                           | 21,6                                                                           | 20,5                                                                           | 19,3                                                                           |
| Абсолютний мінімум, °C                                                         | 16                                                                             | 17                                                                             | 16                                                                             | 18                                                                             | 19                                                                             | 19                                                                             | 21                                                                             | 20                                                                             | 21                                                                             | 19                                                                             | 18                                                                             | 17                                                                             | 16                                                                             |
| Середня кількість сонячних годин на місяць                                     | 237,4                                                                          | 231,2                                                                          | 282,0                                                                          | 268,3                                                                          | 255,2                                                                          | 259,4                                                                          | 280,8                                                                          | 267,8                                                                          | 234,7                                                                          | 227,2                                                                          | 202,4                                                                          | 217,4                                                                          | 2963,8                                                                         |
| Норма опадів, мм                                                               | 95.5                                                                           | 60.7                                                                           | 49.5                                                                           | 118.9                                                                          | 149.9                                                                          | 112.0                                                                          | 128.8                                                                          | 138.7                                                                          | 146.6                                                                          | 142.0                                                                          | 161.3                                                                          | 127.5                                                                          | 1431.3                                                                         |
| Днів з дощем                                                                   | 17,6                                                                           | 13,9                                                                           | 12,2                                                                           | 13,3                                                                           | 15,7                                                                           | 14,4                                                                           | 18,6                                                                           | 18,5                                                                           | 17,4                                                                           | 17,7                                                                           | 19,6                                                                           | 19,6                                                                           | 198,5                                                                          |
| Вологість повітря, %                                                           | 74.0                                                                           | 72.4                                                                           | 71.0                                                                           | 71.3                                                                           | 74.9                                                                           | 75.5                                                                           | 75.9                                                                           | 76.4                                                                           | 76.4                                                                           | 76.9                                                                           | 76.2                                                                           | 74.7                                                                           | 74.6                                                                           |
| ------------------------------------------------------------------------------ | ------------------------------------------------------------------------------ | ------------------------------------------------------------------------------ | ------------------------------------------------------------------------------ | ------------------------------------------------------------------------------ | ------------------------------------------------------------------------------ | ------------------------------------------------------------------------------ | ------------------------------------------------------------------------------ | ------------------------------------------------------------------------------ | ------------------------------------------------------------------------------ | ------------------------------------------------------------------------------ | ------------------------------------------------------------------------------ | ------------------------------------------------------------------------------ | ------------------------------------------------------------------------------ |
| Джерело: NOAA                                                                  |                                                                                |                                                                                |                                                                                |                                                                                |                                                                                |                                                                                |                                                                                |                                                                                |                                                                                |                                                                                |                                                                                |                                                                                |                                                                                |

Пуерто-Рико не є членом Всесвітньої метеорологічної організації (WMO).

## Внутрішні води
Станом на 2012 рік в країні налічувалось 220 км² зрошуваних земель.

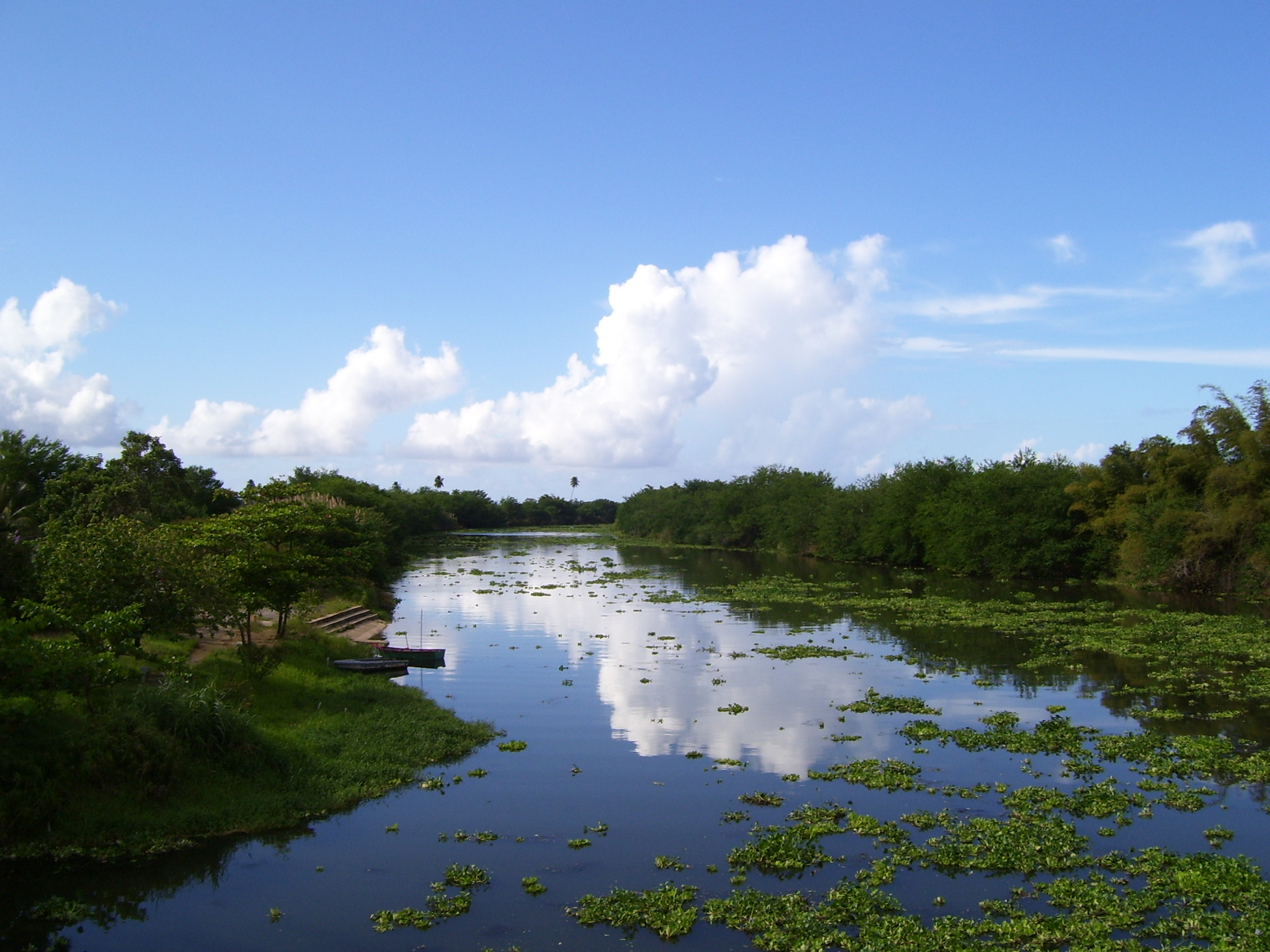
Ріо-де-ла-Плата в Дорадо
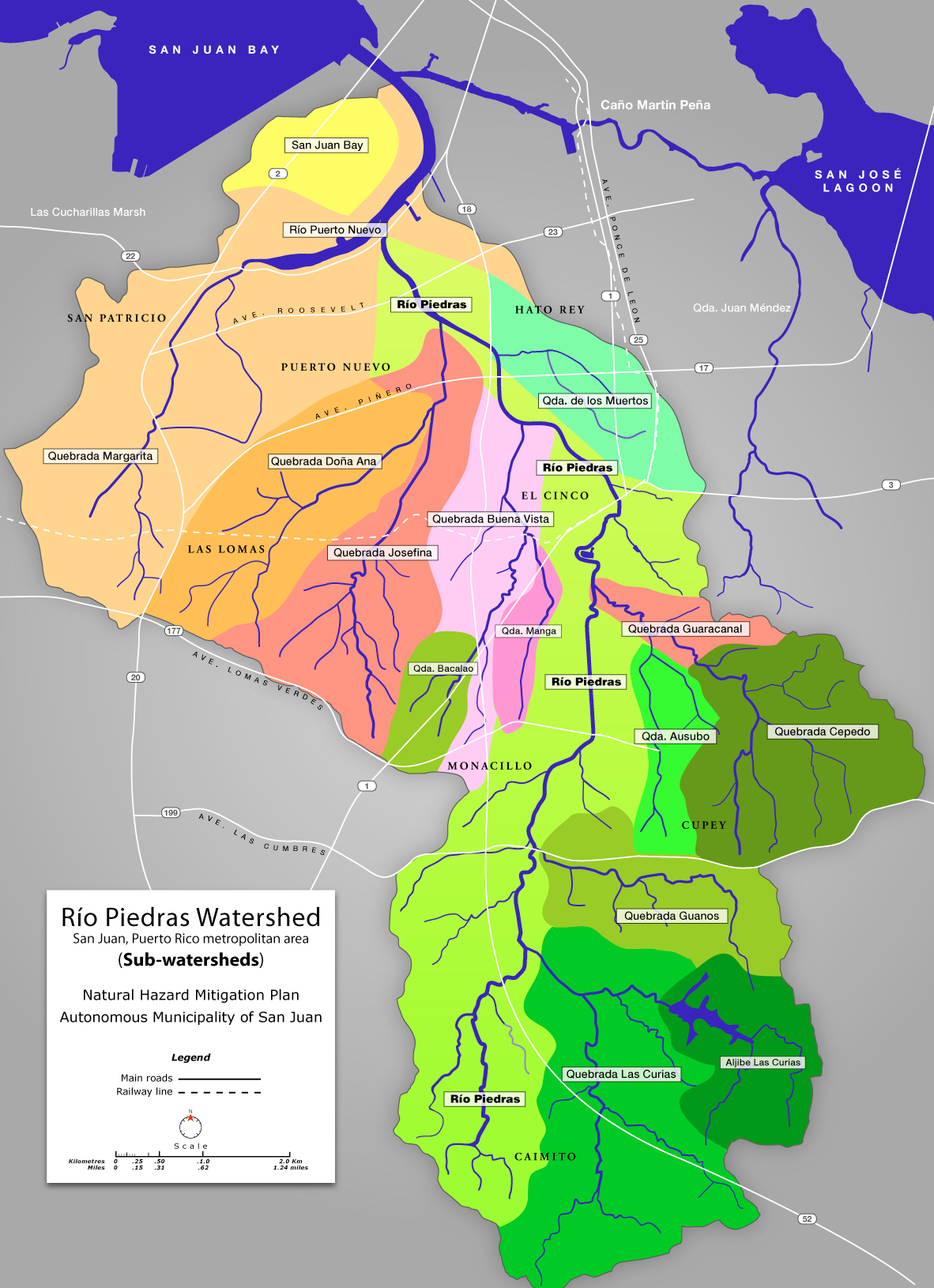
Басейн річки Ріо-Педра
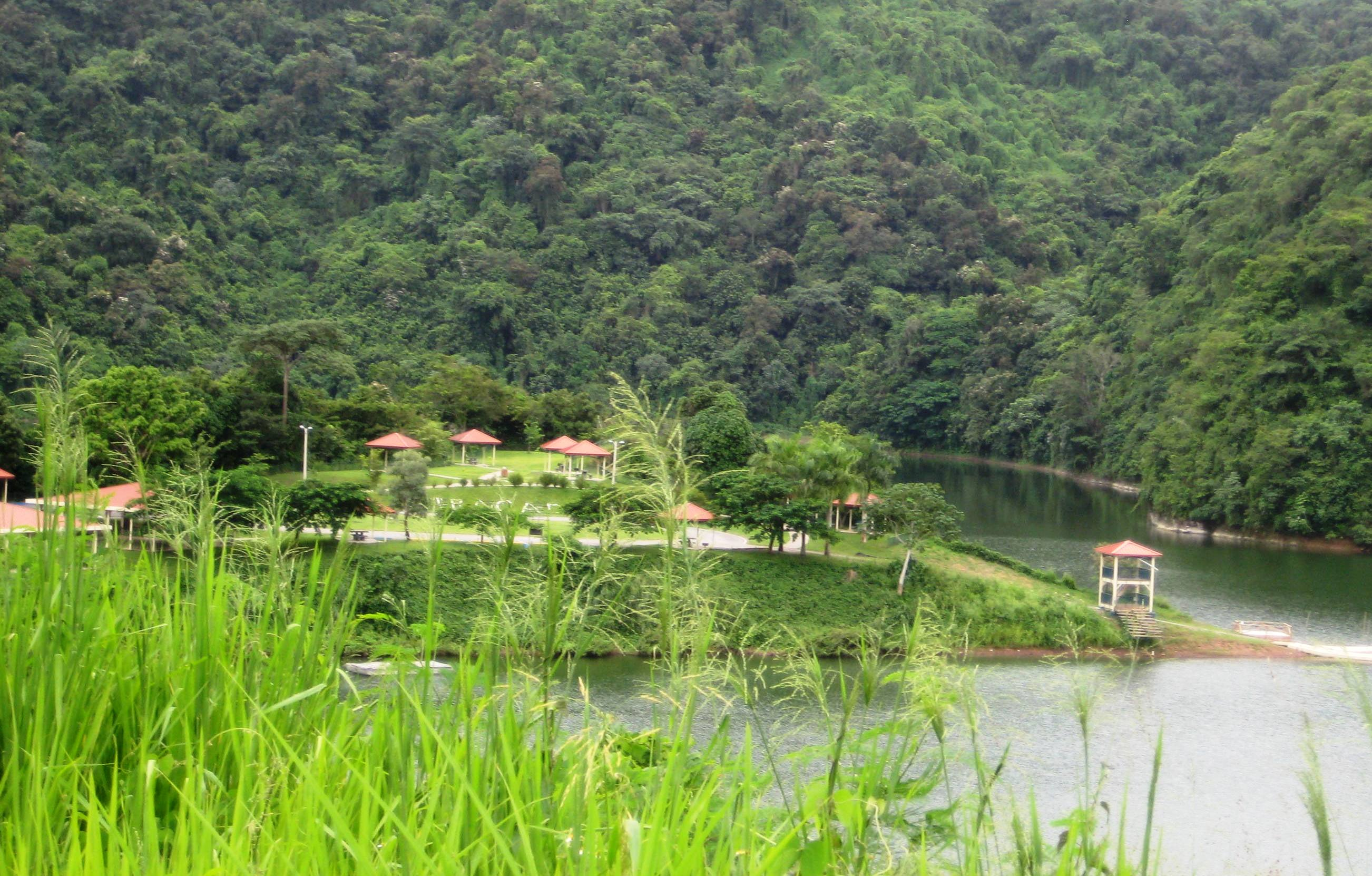
Озеро Серріллос

### Річки
Річки країни належать басейну Атлантичного океану. На острові більше 50 річок. Більшість із них починають свій витік в центральному районі острова, з Кордильєра-Сентраль, основного гірського хребта Пуерто-Рико, який простягся через весь острів центральною його частиною. Річки в північній частині острова довші і більш багатоводніші, ніж у південній. Таким чином, південь є сухішим і жаркішим, ніж північ. Ці річки утворюють 60 вододілів на всьому острові, де понад 95 % стоку виходить у море. Найбільша річка Ріо-де-ла-Плата, має довжину 97 км, починає свій витік у муніципалітеті Гваяма, тече на північ, утворює на своєму шляху два озера: Карите та Ла Плата і впадає у муніципалітеті Дорадо в Карибське море. Також на північному сході острова тече річка Гранде-де-Лоіза (64 км), на заході — Гранде-де-Аньяско (64 км), на північному заході — Гранде-де-Арцібо (52,8 км), в центральній північній частині острова — Гранде-де-Манаті.

### Озера
Острів Пуерто-Рико має озера, але жодне з них не було утворене природним способом, а шляхом регуляції водного стоку річок за допомогою будівництва гребель. Найбільше озеро на річці Ріо-де-ла-Плата — Ла-Плата (4,1 км²), а також озера: Тортуґуеро (2,4 км²), Лагуна Йоуда (1,37 км²), Карите (1,24 км²).

## Рослинність
З 1998 року на Пуерто-Рико були виявлені 239 видів ендемічних рослин (234 з яких на головному остові).
Земельні ресурси Пуерто-Рико (оцінка 2011 року):
- придатні для сільськогосподарського обробітку землі — 22 %,
  - орні землі — 6,6 %,
  - багаторічні насадження — 5,6 %,
  - землі, що постійно використовуються під пасовища — 9,8 %;
- землі, зайняті лісами і чагарниками — 63,2 %;
- інше — 14,8 %[2].

Ліси Пуерто-Рико добре представлені флорою Експериментального лісу Лукільйо (LEF), які вирощуються Лабораторією довготермінових екологічних досліджень, що знаходиться під управлінням Лісової служби США та Університету Пуерто-Рико. На цьому місці в горах Сьєрра-де-Лукільйо є чотири основні зони життєзабезпечення, виділені на основі температури та опадів (схема Холдріджа, Holdridge System): субтропічний вологий і субтропічний дощовий ліси знаходяться на низьких і середніх висотах, нижній гірський дощовий і нижній гірський вологий ліси на більших висотах. На південно-західному схилі гір знаходиться низькорослий субтропічний вологий ліс.

## Тваринний світ
У зоогеографічному відношенні територія країни відноситься до Антильської підобласті Неотропічної області. З 1998 року на Пуерто-Рико були виявлено 16 птахів та 39 земноводних і плазунів, що є ендемічними для цих островів (12 і 13 на головному острові, відповідно). Найвпізнаванішими ендемічними видами та символом пуерториканської фауни є коква (представники роду Листкові жаби, Eleutherodactylus spp.), маленькі жаби легко розпізнаються за характерним звуком, завдяки якому вони отримали свою назву.

## Охорона природи
Національний ліс Ель-Юнке, раніше відомий як Карибський національний ліс, розташований на північному сході Пуерто-Рико. Це єдиний тропічний дощовий ліс у Національній лісовій системі США, є середовищем існування для більшості (13 з 16) видів кокви. Він також є домом для більш ніж 240 рослин, 26 з яких є ендемічними та 50 видів птахів, включаючи папугу Пуерториканський амазон (Amazona vittata), який знаходиться під загрозою зникнення.

## Стихійні лиха та екологічні проблеми
На території країни спостерігаються небезпечні природні явища і стихійні лиха: періодичні посухи; урагани.
Серед екологічних проблем варто відзначити:
- ерозію ґрунтів;
- посуха може призвести до дефіциту водних ресурсів.

## Фізико-географічне районування
У фізико-географічному відношенні територію Пуерто-Рико можна розділити на _ райони, що відрізняються один від одного рельєфом, кліматом, рослинним покривом: .

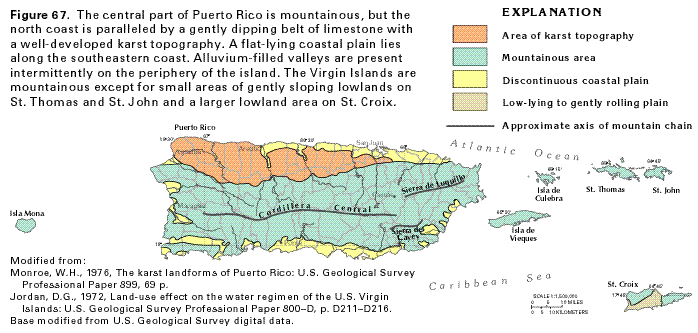
Фізико-географічні регіони
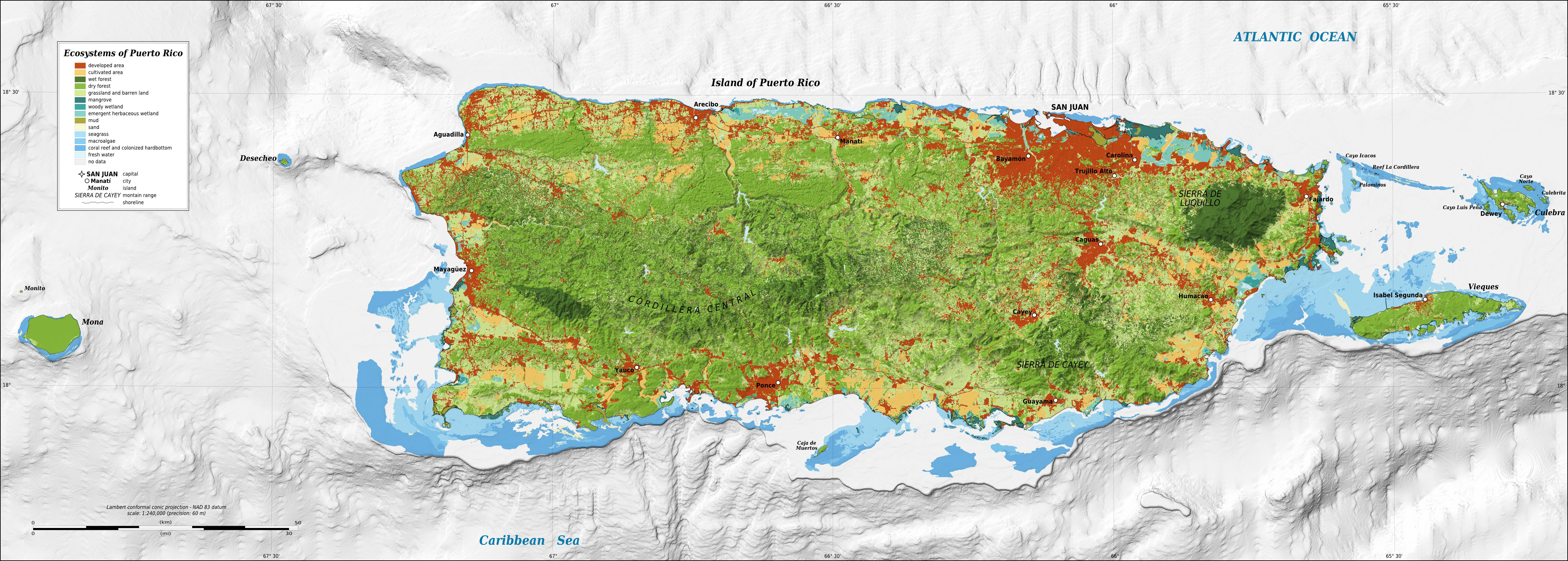
Екорегіони Пуерто-Рико

### Українською
- Атлас світу / голов. ред. І. С. Руденко ; зав. ред. В. В. Радченко ; відп. ред. О. В. Вакуленко. — К. : ДНВП «Картографія», 2005. — 336 с. — ISBN 9666315467.
- Атлас. 7 клас. Географія материків і океанів / Укладачі О. Я. Скуратович, Н. І. Чанцева. — К. : ДНВП «Картографія», 2014.
- Бєлозоров С. Т. Географія материків. — К. : Вища школа, 1971. — 371 с.
- Барановська О. В. Фізична географія материків і океанів : навч. посіб. для студентів ВНЗ : [у 2 ч.]. — Н. : Ніжинський державний університет ім. Миколи Гоголя, 2013. — 306 с. — ISBN 978-617-527-106-3.
- Пуерто-Рико // Гірничий енциклопедичний словник : [у 3-х тт.] / за ред. В. С. Білецького. — Д. : Східний видавничий дім, 2004. — Т. 3. — 752 с. — ISBN 966-7804-78-X.
- Дубович І. А. Країнознавчий словник-довідник. — 5-те вид., перероб. і доп. — К. : Знання, 2008. — 839 с. — ISBN 978-966-346-330-8.
- Економічна і соціальна географія країн світу. Навчальний посібник / За ред. Кузика С. П. — Л. : Світ, 2002. — 672 с. — ISBN 966-603-178-7.
- Панасенко Б. Д. Фізична географія материків : навч. посіб. : в 2 ч. — В. : ЕкоБізнесЦентр, 1999. — 200 с.
- Юрківський В. М. Регіональна економічна і соціальна географія. Зарубіжні країни: Підручник. — 2-ге. — К. : Либідь, 2001. — 416 с. — ISBN 966-06-0092-5.

### Англійською
- (англ.) Graham Bateman. The Encyclopedia of World Geography. — Andromeda, 2002. — 288 с. — ISBN 1871869587.
- (англ.) Donovan, Steven K.; Jackson, Trevor A. (1994). Caribbean Geology: An Introduction. University of West Indies. с. 289. ISBN 9764100333.

### Російською
- (рос.) Пуэрто-Рико // Латинская Америка. Энциклопедический справочник [в 2-х тт.] / Главный редактор В. В. Вольский. — М. : Советская энциклопедия, 1982. — Т. 2. К-Я. — 656 с.
- (рос.) Авакян А. Б., Салтанкин В. П., Шарапов В. А. Водохранилища. — М. : Мысль, 1987. — 326 с. — (Природа мира)
- (рос.) Алисов Б. П., Берлин И. А., Михель В. М. Курс климатологии [в 3-х тт.] / под. ред. Е. С. Рубинштейн. — Л. : Гидрометеоиздат, 1954. — Т. 3. Климаты земного шара. — 320 с.
- (рос.) Апродов В. А. Зоны землетрясений. — М. : Мысль, 2010. — 462 с. — (Природа мира) — ISBN 978-5-244-01122-7.
- (рос.) Букштынов А. Д., Грошев Б. И., Крылов Г. В. Леса. — М. : Мысль, 1981. — 316 с. — (Природа мира)
- (рос.) Власова Т. В. Физическая география материков. С прилегающими частями океанов. Евразия, Северная Америка. — 4-е, перераб. — М. : Просвещение, 1986. — 417 с.
- (рос.) Гвоздецкий Н. А. Карст. — М. : Мысль, 1981. — 214 с. — (Природа мира)
- (рос.) Гвоздецкий Н. А., Голубчиков Ю. Н. Горы. — М. : Мысль, 1987. — 400 с. — (Природа мира)
- (рос.) Географический энциклопедический словарь: географические названия / под. ред. А. Ф. Трёшникова. — 2-е изд., доп. — М. : Советская энциклопедия, 1989. — 585 с. — ISBN 5-85270-057-6.
- (рос.) Дорст Ж. Центральная и Южная Америка. — М. : Прогресс, 1977. — 318 с. — (Континенты, на которых мы живем)
- (рос.) Исаченко А. Г., Шляпников А. А. Ландшафты. — М. : Мысль, 1989. — 504 с. — (Природа мира) — ISBN 5-244-00177-9.
- (рос.) Каплин П. А., Леонтьев О. К., Лукьянова С. А., Никифоров Л. Г. Берега. — М. : Мысль, 1991. — 480 с. — (Природа мира) — ISBN 5-244-00449-2.
- (рос.) Словарь современных географических названий / под общей редакцией акад. В. М. Котлякова. — Екатеринбург : У-Фактория, 2006.
- (рос.) Литвин В. М., Лымарев В. И. Острова. — М. : Мысль, 2010. — 288 с. — (Природа мира) — ISBN 978-5-244-01129-6.
- (рос.) Лобова Е. В., Хабаров А. В. Почвы. — М. : Мысль, 1983. — 304 с. — (Природа мира)
- (рос.) Максаковский В. П. Географическая картина мира. Книга I: Общая характеристика мира. — М. : Дрофа, 2008. — 495 с. — ISBN 978-5-358-05275-8.
- (рос.) Максаковский В. П. Географическая картина мира. Книга II: Региональная характеристика мира. — М. : Дрофа, 2009. — 480 с. — ISBN 978-5-358-06280-1.
- (рос.) Пуэрто-Рико // Поспелов Е. М. Топонимический словарь. — М. : АСТ, 2005. — 229 с. — ISBN 5-17-016407-6.
- (рос.) География / под ред. проф. А. П. Горкина. — М. : Росмэн-Пресс, 2006. — 624 с. — (Современная иллюстрированная энциклопедия) — ISBN 5-353-02443-5.
- (рос.) Физико-географический атлас мира. — М. : Академия наук СССР и ГУГК СССР, 1964. — 298 с.
- (рос.) Энциклопедия стран мира / глав. ред. Н. А. Симония. — М. : НПО «Экономика» РАН, отделение общественных наук, 2004. — 1319 с. — ISBN 5-282-02318-0.